# Démographie des Hauts-de-France
La démographie des Hauts-de-France est caractérisée par une densité forte et une population jeune qui croît depuis la création de la région.
Avec ses 5 998 916 habitants en 2022, la région française des Hauts-de-France se situe en 5e position sur le plan national.
En six ans, de 2015 à 2021, sa population s'est accrue de près de 1 600 unités, c'est-à-dire de plus ou moins 300 personnes par an. Mais cette variation est différenciée selon les cinq départements que comporte la région.
La densité de population des Hauts-de-France, 188,6 habitants par kilomètre carré en 2022, est deux fois supérieure à celle de la France entière qui est de 107,1 hab./km2 pour la même année.

## Évolution démographique de la région Hauts-de-France
| 1968      | 1975      | 1982      | 1990      | 1999      | 2010      | 2015      | 2021      |
| --------- | --------- | --------- | --------- | --------- | --------- | --------- | --------- |
| 5 394 378 | 5 592 362 | 5 673 217 | 5 775 686 | 5 854 014 | 5 952 951 | 6 009 976 | 5 995 292 |

## Population par divisions administratives

### Départements
La région Hauts-de-France comporte cinq départements.
| Départements    | Population(2022) | Variation(2022/2016)                       | Superficie(km2) | Densité(hab./km2) |
| --------------- | ---------------- | ------------------------------------------ | --------------- | ----------------- |
| Nord            | 2 616 909        | en évolution de +0,51 % par rapport à 2016 | 5 743           | 455,7             |
| Pas-de-Calais   | 1 460 184        | en évolution de −0,72 % par rapport à 2016 | 6 671           | 218,9             |
| Oise            | 830 725          | en évolution de +0,87 % par rapport à 2016 | 5 860           | 141,8             |
| Somme           | 565 540          | en évolution de −1,26 % par rapport à 2016 | 6 170           | 91,7              |
| Aisne           | 525 558          | en évolution de −1,97 % par rapport à 2016 | 7 361,68        | 71,4              |
| Hauts-de-France | 5 998 916        | en évolution de −0,13 % par rapport à 2016 | 31 813,6        | 188,6             |
| Source : Insee. |                  |                                            |                 |                   |

## Structures des variations de population

### Soldes naturels et migratoires depuis 1968
La variation moyenne annuelle est décroissante depuis les années 1970, passant de 0,5 à 0 %.
Le solde naturel annuel qui est la différence entre le nombre de naissances et le nombre de décès enregistrés au cours d'une même année, a baissé, passant de 0,8 à 0,2 %. La baisse du taux de natalité, qui passe de 18,9 à 11,6 ‰, n'est en fait pas compensée par une baisse du taux de mortalité, qui parallèlement passe de 11,1 à 9,4 ‰.
Le flux migratoire est négatif sur la période de 1968 à 2021, traduisant une perte d'attractivité de la région. Il est constant à −0,3 %. 
| Indicateurs démographiques                       | 1968 à1975 | 1975 à1982 | 1982 à1990 | 1990 à1999 | 1999 à2010 | 2010 à2015 | 2015 à2021 |
| ------------------------------------------------ | ---------- | ---------- | ---------- | ---------- | ---------- | ---------- | ---------- |
| Variation annuelle moyenne de la population en % | 0,5        | 0,2        | 0,2        | 0,1        | 0,2        | 0,2        | -0,0       |
| - due au solde naturel en %                      | 0,8        | 0,6        | 0,6        | 0,5        | 0,5        | 0,4        | 0,2        |
| - due au solde apparent des entrées sorties en % | -0,3       | -0,4       | -0,4       | -0,3       | -0,3       | -0,3       | -0,3       |
| Taux de natalité en ‰                            | 18,9       | 16,4       | 16,0       | 13,9       | 13,8       | 13,4       | 11,6       |
| Taux de mortalité en ‰                           | 11,1       | 10,7       | 9,9        | 9,1        | 8,9        | 8,9        | 9,4        |
| Source : Insee.                                  |            |            |            |            |            |            |            |

### Mouvements naturels sur la période 2014-2022
En 2014, 78 506 naissances ont été dénombrées contre 52 467 décès. Le nombre annuel des naissances a diminué depuis cette date, passant à 64 121 en 2022, indépendamment à une augmentation, mais relativement faible, du nombre de décès, avec 60 533 en 2022. Le solde naturel est ainsi positif et diminue, passant de 26 039 à 3 588.

## Densité de population
En 2021, la densité était de 188,5 hab./km2.
| 1968 |  | 169.6 |  |

| 1975 |  | 175.8 |  |

| 1982 |  | 178.4 |  |

| 1990 |  | 181.6 |  |

| 1999 |  | 184.1 |  |

| 2010 |  | 187.2 |  |

| 2015 |  | 189.0 |  |

| 2021 |  | 188.5 |  |

## Répartition par sexes et tranches d'âge
La population de la région est plus jeune qu'au niveau national.
En 2021, le taux de personnes d'un âge inférieur à 30 ans s'élève à 37,3 %, soit au-dessus de la moyenne nationale (35,1 %). À l'inverse, le taux de personnes d'âge supérieur à 60 ans est de 24,7 % la même année, alors qu'il est de 26,6 % au niveau national.
En 2021, la région comptait 2 904 492 hommes pour 3 090 800 femmes, soit un taux de 51,55 % de femmes, légèrement inférieur au taux national (51,61 %).
Les pyramides des âges de la région et de la France s'établissent comme suit.
| Hommes | Classe d’âge | Femmes |
| ------ | ------------ | ------ |
| 0,5    | 90 ou +      | 1,5    |
| 5,6    | 75-89 ans    | 8,5    |
| 15,9   | 60-74 ans    | 17,1   |
| 19,8   | 45-59 ans    | 19     |
| 19,1   | 30-44 ans    | 18,4   |
| 19,2   | 15-29 ans    | 17,6   |
| 19,9   | 0-14 ans     | 17,9   |

| Hommes | Classe d’âge | Femmes |
| ------ | ------------ | ------ |
| 0,7    | 90 ou +      | 1,9    |
| 7,0    | 75-89 ans    | 9,5    |
| 16,6   | 60-74 ans    | 17,5   |
| 20,0   | 45-59 ans    | 19,5   |
| 18,8   | 30-44 ans    | 18,3   |
| 18,3   | 15-29 ans    | 16,7   |
| 18,6   | 0-14 ans     | 16,7   |

## Répartition par catégories socioprofessionnelles
La catégorie socioprofessionnelle des ouvriers est surreprésentée par rapport au niveau national. Avec 14,3 % en 2021, elle est 2,6 points au-dessus du taux national (11,7 %). La catégorie socioprofessionnelle des cadres et professions intellectuelles supérieures est quant à elle sous-représentée par rapport au niveau national. Avec 7,5 % en 2021, elle est 2,6 points en dessous du taux national (10,1 %).
| Catégorie socioprofessionnelle                    | 2015      | 2015 | 2021      | 2021 | Détails de l'année 2021 | Détails de l'année 2021 | Détails de l'année 2021            | Détails de l'année 2021            | Détails de l'année 2021            |
| Catégorie socioprofessionnelle                    | Nb        | %    | Nb        | %    | Hommes                  | Femmes                  | Part en % de la population âgée de | Part en % de la population âgée de | Part en % de la population âgée de |
| Catégorie socioprofessionnelle                    | Nb        | %    | Nb        | %    | Hommes                  | Femmes                  | 15 à 24 ans                        | 25 à 54 ans                        | 55 ans ou +                        |
| ------------------------------------------------- | --------- | ---- | --------- | ---- | ----------------------- | ----------------------- | ---------------------------------- | ---------------------------------- | ---------------------------------- |
| Agriculteurs exploitants                          | 26 735    | 0,6  | 24 558    | 0,5  | 18 624                  | 5 934                   | 0,1                                | 0,7                                | 0,5                                |
| Artisans, commerçants, chefs d'entreprise         | 127 538   | 2,6  | 133 247   | 2,7  | 91 905                  | 41 342                  | 0,6                                | 4,4                                | 1,7                                |
| Cadres et professions intellectuelles supérieures | 324 921   | 6,7  | 367 292   | 7,5  | 216 225                 | 151 067                 | 1,8                                | 12,8                               | 3,5                                |
| Professions intermédiaires                        | 649 211   | 13,5 | 673 541   | 13,8 | 313 495                 | 360 046                 | 7,8                                | 23,2                               | 5,0                                |
| Employés                                          | 804 178   | 16,7 | 786 621   | 16,1 | 203 983                 | 582 638                 | 14,1                               | 24,7                               | 6,7                                |
| Ouvriers                                          | 732 167   | 15,2 | 698 584   | 14,3 | 561 714                 | 136 870                 | 12,9                               | 22,2                               | 5,5                                |
| Retraités                                         | 1 220 369 | 25,3 | 1 243 083 | 25,5 | 565 030                 | 678 053                 | 0,0                                | 0,2                                | 66,3                               |
| Autres personnes sans activité professionnelle    | 937 428   | 19,4 | 950 854   | 19,5 | 362 227                 | 588 627                 | 62,8                               | 12,0                               | 10,8                               |
| Ensemble                                          | 4 822 548 | 100  | 4 877 780 | 100  | 2 333 202               | 2 544 578               | 100                                | 100                                | 100                                |
| Sources : Insee,.                                 |           |      |           |      |                         |                         |                                    |                                    |                                    |